# ماسيج لامب
ماسيج لامب مواليد 5 فبراير 1985، هو لاعب كرة سلة بولندي يلعب مع فريق نادي برشلونة ويحمل الرقم 30. يبلغ طوله 6 قدم 11 بوصة (2.1 م).

## فرق لعب لها
- ريال مدريد بالونكيستو
- نيويورك نيكس
- فينيكس صنز
- نيو أورلينز بيليكانز
- هيوستن روكتس
- خيمكي (كرة سلة)
- مكابي تل أبيب لكرة السلة

## روابط خارجية
- ماسيج لامب على موقع الاتحاد الدولي لكرة السلة (الإنجليزية)
- ماسيج لامب على موقع الدوري الأوروبي لكرة السلة (الإنجليزية)
- ماسيج لامب على موقع إن بي أي (الإنجليزية)
- ماسيج لامب على موقع سبورتس رفرنس (الإنجليزية)
- ماسيج لامب على موقع الدوري الإسباني لكرة السلة (الإسبانية)
- ماسيج لامب على موقع كرة السلة الأوروبية.كوم (الإنجليزية)
- ماسيج لامب على موقع DraftExpress.com (الإنجليزية)
- ماسيج لامب على موقع ريلجم (الإنجليزية)
- ماسيج لامب على موقع بروبوليرز (الإنجليزية)
- ماسيج لامب على موقع سبورتس رفرنس (الإنجليزية)